# Kara Mbodj
Pour les articles homonymes, voir Mbodj.
Serigne Modou Kara Mbodj plus connu sous le nom de Kara Mbodj, est un footballeur international sénégalais, né le 22 novembre 1989 à M'bour au Sénégal qui évolue actuellement au poste de défenseur central.

## Biographie
Kara Mbodj est recruté à l'âge de 15 ans par Diambars à la suite d'un tournoi de jeunes. Le 2 février 2010, il signe un contrat avec Tromsø IL. Durant ses trois saisons en Norvège, il est élu plusieurs fois meilleur joueur de l'équipe et termine deux fois de suite (2010 et 2011) deuxième meilleur joueur du Championnat norvégien. Le 3 janvier 2013, il signe un contrat de 3 ans en faveur du club belge du KRC Genk. Le transfert est évalué à 2 M€. Un an après son arrivée, il s'est imposé comme le pilier de la défense du KRC Genk. Il ne joue pas la finale de la  Coupe de Belgique 2013 remportée par son équipe mais prolonge néanmoins dans la foulée son contrat avec le club belge jusqu'en 2018.
En août 2015, lors du mercato estival, Kara Mbodj quitte le KRC Genk et signe un contrat de 4 ans au RSC Anderlecht où il aura la lourde tâche de remplacer le défenseur Chancel Mbemba parti à Newcastle. Une somme de plus de 4 millions € est évoquée, ce qui fait de Kara le défenseur le plus cher de l'histoire du RSC Anderlecht.

### Parcours en sélection
Kara Mbodj participe aux Jeux olympiques de Londres.
Le 19 novembre 2014 à l'occasion d'un match contre l'équipe du Botswana qui compte pour les éliminatoires de la Can 2015, il met son premier but en sélection en ouvrant le score (victoire 3-0).
S'affirmant comme un titulaire indiscutable en défense il fait partie des 23 sélectionnés pour la CAN 2015 pour constituer la défense à trois avec Lamine Sané et Papy Djilobodji. Durant le deuxième match de poule face à l'Afrique du Sud, alors que les Lions de la Téranga sont menés au score, il égalise en marquant sur corner (score final 1-1). Malgré leurs 4 points, les sénégalais sont éliminés et terminent 3e de leur groupe à la suite de leur défaite face à l'Algérie (0-2). Alors que beaucoup de joueurs sont critiqués, Kara Mbodj fait partie des rares satisfactions de l'équipe.
Il continue d'être régulièrement sélectionné par le nouvel entraineur Aliou Cissé et prend part aux qualifications de la CAN 2017 où le Sénégal se qualifie en remportant tous ses matchs avec seulement 2 buts encaissés pour 11 buts marqués.
À la CAN 2017, les lions sont dans un groupe difficile et opposés à la Tunisie, le Zimbabwe et l'Algérie. Lors du premier match, contre les aigles de Carthages, Kara Mbodj inscrit son 3e but en sélection. Comme lors de la précédente CAN 2 ans plus tôt il marque sur une reprise de corner. (Score final 2-0). Titulaire à chaque match, il forme avec Kalidou Koulibaly une solide défense centrale. Le Sénégal termine premier de son groupe mais est sorti en quart de finale par le Cameroun aux tirs au but
Aliou Cissé le sélectionne également pour la Coupe du monde 2018, mais Kara Mbodj n'y jouera aucun match.

## Palmarès
- KRC Genk
  - Coupe de Belgique
    - Vainqueur : 2013

  - Supercoupe de Belgique
    - Finaliste : 2014
- RSC Anderlecht
  - Championnat de Belgique
    - Champion : 2017

  - Supercoupe de Belgique
    - Vainqueur : 2017
- Al-Sailiya SC
  - Coupe des Étoiles du Qatar de football : 
    - Vainqueur 2020-2021